# Agneta Engström
Agneta Engström, född 25 maj 1971 i Västerhaninge, är en svensk programledare och seglare.
Engström är uppvuxen på Västkusten och har tävlat i segling på elitnivå och deltog i OS i Sydney 2000. Hon var 2005 programledare för Skrotslaget i SVT och 2008 för Båtmagasinet på TV 8.
Hon har undervisat i matematik och naturorienterade ämnen, men har senare börjat arbeta som läkemedelsförsäljare.